# Râul Trestioara, Siret
Râul Trestioara este un curs de apă, afluent al râului Siret.